# أنزولا دوسولا
أنزولا دوسولا هي بلدية تقع في مقاطعة فربانو كوزيو أوسولا ضمن منطقة بيمنتة في شمال إيطاليا. تبعد حوالي 110 كيلومتر شمال شرق تورينو و15 كيلومتر شمال غرب فيربانيا.

## الجغرافيا
تقع البلدة في سهل غريني صغير بالقرب من نهر توسي، وربما اشتق اسمها من الكلمة الإيطالية أنسا (ansa) التي تعني الانحناء، إشارة إلى انحناءة النهر في هذا الموقع.

## التاريخ
في العصور الوسطى، كانت البلدة ضمن ممتلكات الأساقفة في نوفارا وكونتات بياندرات، لكنها انتقلت في عام 1322 إلى عائلة فيسكونتي التي سيطرت على وادي أوسولا السفلي بالكامل.

## الحدود الجغرافية
تحد أنزولا دوسولا البلديات التالية:
- ماسّيولا
- أورنَفاسو
- بييفي فيرغونتي
- بريموسيلو-كيوفيندا
- فالسترونا

## الاقتصاد
الاقتصاد المحلي يعتمد بشكل كبير على الزراعة التقليدية، بالإضافة إلى بعض الأنشطة السياحية نظرًا لقربها من المناطق الجبلية.

## وصلات خارجية
- الموقع الرسمي